# یواس‌اس بویزی (سی‌ال-۴۷)
یواس‌اس بویزی (سی‌ال-۴۷) (به انگلیسی: USS Boise (CL-47)) یک کشتی بود که طول آن ۶۰۸ فوت ۴ اینچ (۱۸۵٫۴۲ متر) بود. این کشتی در سال ۱۹۳۶ ساخته شد.